# Stadion Bonifika
Stadion Bonifika je nogometni stadion u slovenskom Kopru kojeg koristi istoimeni prvoligaš FC Koper. Stadion je dio sportskog kompleska kojeg osim njega sačinjavaju i manji atletski stadion te sportska dvorana i unutarnji bazen.
Stadion je izgrađen 1948. te je do sada tri puta bio renoviran s time da je 2010. izvedena najveća renovacija.
Kapacitet stadiona iznosi 4047 mjesta., a najveća posjećenost, od oko 10 500 posjetitelja, je zabilježena 22. ožujka 1987. na utakmici Koper – Olimpija.

## Značajne utakmice na Bonifiki
Slovenska nogometna reprezentacija dosad je tri puta igrala svoje utakmice na koperskom stadionu.
| 28. veljače 2001. |     |         |                                                                          |
| Slovenija         | 0:2 | Urugvaj | Stadion Bonifika, Kopar Utakmica: Prijateljska utakmica Gledatelja: 4000 |
|                   |     |         | Stadion Bonifika, Kopar Utakmica: Prijateljska utakmica Gledatelja: 4000 |

| 17. studenog 2010. |     |         |                                                                          |
| Slovenija          | 1:2 | Gruzija | Stadion Bonifika, Kopar Utakmica: Prijateljska utakmica Gledatelja: 4000 |
|                    |     |         | Stadion Bonifika, Kopar Utakmica: Prijateljska utakmica Gledatelja: 4000 |

| 29. veljače 2012. |     |         |                                                                          |
| Slovenija         | 1:1 | Škotska | Stadion Bonifika, Kopar Utakmica: Prijateljska utakmica Gledatelja: 4000 |
|                   |     |         | Stadion Bonifika, Kopar Utakmica: Prijateljska utakmica Gledatelja: 4000 |

## Vanjske poveznice
- ŠRC Bonifika[neaktivna poveznica]